# Anger (Gemeinde St. Anton)
Anger ist eine Ortschaft und eine Katastralgemeinde der Gemeinde St. Anton an der Jeßnitz in Niederösterreich.

## Geografie
Die Streusiedlung erstreckt sich südlich von St. Anton beiderseits des Reifgrabens und besteht weiters aus der kleinen Siedlung Reifgraben, Treffling und zahlreichen Einzellagen, die zumeist von der Straße auf das Hochbärneck erschlossen werden. Anger verfügte am 1. Jänner 2024 über 41 Einwohner.

## Geschichte
Im Jahr 1822 wurde der Ort als Dorf mit 32 Häusern genannt, das nach St. Anton eingepfarrt war, wohin auch die Kinder eingeschult wurden. Die Herrschaft Scheibbs besaß die Ortsobrigkeit, übte die Landgerichtsbarkeit aus und besorgte die Konskription. Die Untertanen und Grundholde des Ortes gehörten den Herrschaften Scheibbs, Melk, Gaming und Plankenstein. Im Adressbuch von Österreich waren im Jahr 1938 in Anger eine Mühle, ein Sägewerk und mehrere Landwirte verzeichnet.